# Mayagüez
Mayagüez est la troisième ville de Porto Rico avec une population de 73 077 habitants en 2020. Elle se situe sur la côte occidentale de l'île.
La ville ainsi que la rivière (le rio Yagüez) qui la traverse sont baptisés ainsi du nom taïno qui désignait cette rivière : Mayagüez.

## Histoire
Mayagüez a été officiellement fondée le 18 septembre 1760 par les espagnols.
La ville a été brûlée en 1841.
La ville accueille les Jeux d'Amérique centrale et des Caraïbes en 2010.
Son maire depuis 1993, José Guillermo Rodríguez (en), est suspendu en 2022 à la suite d'accusations de détournement de fonds publics.

## Géographie
Les îles Mona et Monito sont rattachées à cette municipalité.

### météorologie
Mayagüez est la météo la plus extrême de l'île[réf. nécessaire]. fréquence élevée des tempêtes de l'été peuvent produire des tornades, trombes, des vents forts, des inondations et même de la grêle. La température moyenne annuelle est de 23,9 °C (24 °C). l'hiver est généralement assez sec, froid et calme, avec des températures entre 26,6 °C (26) à 12,8 °C (13 °C). L'été est généralement très chaud et humide avec des températures atteignant 35 °C (35 °C) avec sensation allant jusqu'à 46,1 °C. Mai à octobre est souvent la plus forte soirées voir des tempêtes, en raison de la chaleur, l'humidité et la topographie de la région.

## Personnalité
- Pierre-Paul de Pommayrac (1807-1880), peitre français, y est né.

## Sport
La ville est hôte du club de baseball des Indios de Mayagüez.